# Google Workspace
Google Workspace, poprzednio G Suite i Google Apps for Work – działający w chmurze obliczeniowej pakiet zwiększający produktywność oraz oprogramowanie do pracy grupowej i oprogramowanie oferowane przez Google na zasadzie subskrypcji.
Oprogramowanie obejmuje popularne aplikacje internetowe Google, w tym Gmail, Dysk Google, Spotkania Google, Kalendarz Google i Dokumenty Google. O ile produkty te dla użytkowników prywatnych są dostępne bezpłatnie, Google Workspace oferuje dodatkowe, typowo biznesowe funkcje, takie jak możliwość stosowania indywidualnych adresów poczty elektronicznej z własną domeną (@twojafirma.com), minimum 30 GB przestrzeni dyskowej do przechowywania dokumentów i wiadomości e-mail oraz działający 24 godziny na dobę 7 dni w tygodniu dział pomocy technicznej dostępny za pośrednictwem poczty elektronicznej i telefonicznie. Jako rozwiązanie oparte na chmurze obliczeniowej wykorzystuje inną koncepcję niż standardowe, zwiększające produktywność oprogramowanie biurowe, wprowadzając hosting informacji klienta w bezpiecznych centrach danych sieci Google, zamiast tradycyjnych serwerów wewnętrznych zlokalizowanych na terenie firm.
Według Google oprogramowania  Google Workspace używa ponad 5 milionów organizacji na świecie, w tym 60 procent firm z listy Fortune 500.

## Historia
- 10 lutego 2006 r. – Google uruchomił testową usługę Gmail for Your Domain na uczelni San Jose City College, wprowadzając hosting kont Gmail z adresami domen uczelni San Jose City College (SJCC) i narzędziami administracyjnymi do zarządzania kontem[6].
- 28 sierpnia 2006 r. – Google uruchomił usługę Google Apps for Your Domain, będącą zestawem aplikacji dla organizacji. Oprogramowanie jako produkt beta dostępne było bezpłatnie i obejmowało aplikacje Gmail, Google Talk, Kalendarz Google i Google Page Creator, która została zastąpiona aplikacją Witryny Google. Dave Girouard, ówczesny wiceprezes Google i dyrektor generalny ds. produktów dla przedsiębiorstw, przedstawił korzyści tego oprogramowania dla klientów biznesowych: „Organizacje mogą zaufać Google jako ekspertowi w zakresie dostarczania wysokiej jakości usług poczty e-mail, przesyłania wiadomości i innych usług internetowych, jednocześnie koncentrując się na potrzebach swoich użytkowników i codziennej działalności”[7].
- 10 października 2006 r. – ogłoszono opracowanie wersji dla szkół, znanej pod nazwą Google Apps for Education[8].
- 22 lutego 2007 r. – Google wprowadził aplikację Google Apps Premier Edition, która różniła się od wersji darmowej tym, że oferowała więcej przestrzeni dyskowej (10 GB na konto), interfejsy API do integracji funkcji biznesowych i umowę o gwarantowanym poziomie świadczenia usług (SLA), zapewniającą utrzymanie dostępności na poziomie 99,9%. Koszt użytkowania aplikacji wynosił 50 dolarów za użytkownika rocznie. Według Google, do firm, które najwcześniej rozpoczęły użytkowanie Google Apps Premier Edition należały: Procter & Gamble, San Francisco Bay Pediatrics i Salesforce.com.[9]
- 25 czerwca 2007 r. – Google dodał szereg funkcji do Google Apps, w tym usługę migracji poczty e-mail, która umożliwiała klientom przeniesienie istniejących danych poczty e-mail z serwera IMAP.[10] W artykule zamieszczonym na stronie ZDNet zauważono, że Google Apps zaoferował nowe narzędzie do migracji z popularnego oprogramowania Exchange Server i Lotus Notes, pozycjonując Google jako alternatywę dla narzędzi Microsoft i IBM[11].
- 3 października 2007 r. – miesiąc po przejęciu startupu Postini, Google ogłosił dodanie jego opcji zgodności i bezpieczeństwa do aplikacji Google Apps Premier Edition. Klienci uzyskali wówczas możliwość lepszej konfiguracji funkcji filtrowania spamu i wirusów, implementacji zasad przechowywania oraz przywracania usuniętych wiadomości i zapewniania administratorom dostępu do wszystkich wiadomości e-mail.[12]
- 26 lutego 2008 r. – Google wprowadził Witryny Google, proste i nowe narzędzie Google Apps do tworzenia intranetu i stron internetowych[13].
- 9 czerwca 2010 r. – Google uruchomił Google Apps Sync for Microsoft Outlook, wtyczkę, która umożliwiła klientom synchronizację ich wiadomości e-mail, kalendarza i kontaktów między programem Outlook i Google Apps.[14]
- 7 lipca 2010 r. – Google ogłosił, że usługi zawarte w pakiecie Google Apps – Gmail, Kalendarz Google, Dokumenty Google i Google Talk – utraciły status wersji beta[15].
- 9 marca 2010 r. – Google otworzył Google Apps Marketplace, internetowy sklep z aplikacjami biznesowymi innych firm, które można zintegrować z Google Apps, aby ułatwić użytkownikom i oprogramowaniu wykonywanie czynności biznesowych w chmurze. Uczestniczyli w tym: Intuit, Appirio i Atlassian[16].
- 26 lipca 2010 r. – Google wprowadził Google Apps for Government, wersję Google Apps opracowaną z myślą o spełnieniu unikatowych potrzeb w zakresie strategii i bezpieczeństwa sektora publicznego. Ogłoszono również, że Google Apps stał się pierwszym pakietem aplikacji w chmurze, który uzyskał certyfikat i akredytację w ramach amerykańskiej federalnej ustawy o zarządzaniu bezpieczeństwem informacji (Federal Information Security Management Act)[17].
- 26 kwietnia 2011 r. – prawie pięć lat po uruchomieniu pakietu Google Apps, Google ogłosił, że organizacje z ponad 10 użytkownikami tracą prawo do bezpłatnego korzystania z Google Apps. Będą one musiały wykupić subskrypcję na płatną wersję, znaną od teraz jako Google Apps for Business. Wprowadzono również plan elastycznych rozliczeń, dając klientom możliwość wyboru płatności 5 dolarów miesięcznie za użytkownika bez podejmowania zobowiązań umownych[18].
- 28 marca 2012 r. – Google wprowadził Google Apps Vault, opcjonalną usługę elektronicznego wyszukiwania dokumentów i archiwizacji dla klientów pakietu Google Apps for Business[19].
- 24 kwietnia 2012 r. – Google wprowadził aplikację Dysk Google, platformę do przechowywania i współdzielenia plików. Każdy użytkownik pakietu Google Apps for Business otrzymał 5 GB przestrzeni dyskowej, z możliwością zakupu dodatkowej[20]. Obserwatorzy zauważyli, że Google wszedł na rynek przechowywania danych w chmurze, konkurując z takimi graczami, jak Dropbox i Box.[21]
- 6 grudnia 2012 r. – Google ogłosił, że darmowa wersja Google Apps przestaje być dostępna dla nowych klientów[22].
- 13 maja 2013 r. – Google zwiększył przestrzeń dyskową dostępną dla klientów Google Apps. Google przeznaczył 25 GB na Gmail i 5 GB na Dysk, zwiększając do 30 GB łączną przestrzeń na użytkownika, która może być używana dla wszystkich produktów pakietu Apps, w tym dla poczty Gmail i Dysku Google[23].
- 10 marca 2014 r. – Google uruchomił program Google Apps Referral, w ramach którego zaoferował premię w wysokości 15 dolarów za każdego nowo poleconego użytkownika Google Apps.[24]
- 25 czerwca 2014 r. – Google ogłosił wprowadzenie Drive for Work, nowej aplikacji Google Apps, która oferuje nieograniczoną możliwość przechowywania plików, zaawansowane funkcje raportowania audytów i nowe elementy sterowania systemu bezpieczeństwa za opłatą w wysokości 10 dolarów miesięcznie za użytkownika[25].
- 2 września 2014 r. – Google Enterprise, oddział firmy zajmujący się produktem, został oficjalnie przemianowany na Google for Work. „Nigdy nie zamierzaliśmy utworzyć tradycyjnego działu produktów dla firm – chcieliśmy stworzyć nowy sposób wykonywania pracy” – wyjaśnił Eric Schmidt, prezes wykonawczy Google. „Nadszedł więc czas, aby nasza nazwa dorównała naszym ambicjom”. W celu odzwierciedlenia tej dużej zmiany pakiet Google Apps for Business został przemianowany na Google Apps for Work.[26]
- 14 listopada 2014 r. – w bezpłatnej wersji Google Apps domeny dodatkowe nie są obsługiwane. Bezpłatna wersja Google Apps obsługuje wyłącznie aliasy domen[27].

## Produkty
Gama produktów i usług Google Workspace obejmuje Gmail, Kalendarz Google, Dysk Google, Spotkania Google, Dokumenty Google, Arkusze Google, Prezentacje Google, Formularze Google, Witryny Google, Google+ i Google Apps Vault. Z wyjątkiem Google Apps Vault, plan podstawowy obejmuje wszystkie usługi, a jego koszt za użytkownika wynosi 5 dolarów miesięcznie lub 50 dolarów rocznie. Pakiet premium, Drive for Work, obejmujący Google Apps Vault i nieograniczoną przestrzeń dyskową, jest dostępny za opłatą miesięczną w wysokości 10 dolarów za użytkownika.

### Gmail
Uruchomiony w ograniczonej formie 1 kwietnia 2004 roku Gmail jest w tej chwili najpopularniejszą usługą poczty internetowej na świecie. Dla odbiorców prywatnych stał się dostępny w roku 2007. Według danych Google w czerwcu 2012 roku pocztę Gmail używało 425 milionów osób.
W darmowej wersji dla użytkowników prywatnych pojawiają się reklamy tekstowe powiązane z treścią wiadomości e-mail. Do popularnych parametrów należą 15 GB przestrzeni dyskowej, grupy dyskusyjne, skuteczne wyszukiwanie i interfejs przypominający aplikację.
Mimo podobieństwa do wersji darmowej, Gmail w Google Workspace oferuje dodatkowe funkcje przeznaczone dla użytkowników biznesowych.
Należą do nich:
- Niestandardowy adres e-mail z nazwą domeny użytkownika (@twojafirma.com)
- Gwarantowany poziom dostępności na poziomie 99,9% przy braku planowych przerw konserwacyjnych[35]
- Przestrzeń dyskowa 30 GB lub nieograniczona, współdzielona z usługą Dysk Google, w zależności od planu płatności
- Brak reklam
- Dział obsługi klienta dostępny 24 godzin na dobę 7 dni w tygodniu
- Google Apps Sync for Microsoft Outlook[34]

Wiosną 2019 roku Gmail zyskał również możliwość integracji z systemem Google Pay, dzięki czemu po przeanalizowaniu naszej poczty zostaną dodane karty lojalnościowe, bilety czy też oferty.

### Dysk Google
Usługa przechowywania i synchronizacji plików Google została wprowadzona na rynek 24 kwietnia 2012 r., co najmniej 6 lat po pojawieniu się pogłosek o opracowaniu produktu. Oficjalny komunikat Google opisywał Dysk Google jako „miejsce, w którym można tworzyć, współdzielić, pracować w grupie i przechowywać wszystkie materiały”.
Za pomocą Dysku Google, użytkownicy mogą wysyłać do chmury dowolny typ plików, współdzielić je z innymi i uzyskiwać do nich dostęp z dowolnego komputera, tabletu lub smartfonu. Użytkownicy mają możliwość łatwej synchronizacji plików między komputerem a chmurą za pośrednictwem aplikacji działających pod kontrolą systemu Mac lub PC. Aplikacja ta tworzy specjalny folder na komputerze, a wszystkie zmiany plików są synchronizowane na Dysku Google, w Internecie i na urządzeniach. Wersja Dysku Google dla użytkowników niekomercyjnych oferuje 15 GB przestrzeni dyskowej wspólnej dla aplikacji Gmail, Dysku Google i Google+ Photos.
W przypadku pracy w ramach pakietu Google Workspace, Dysk Google wyposażony jest w dodatkowe funkcje przeznaczone do wykorzystania w biznesie. Należą do nich:
- Przestrzeń dyskowa 30 GB lub nieograniczona, współdzielona z Gmail, w zależności od planu płatności
- Dział obsługi klienta dostępny 24 godzin na dobę 7 dni w tygodniu
- Funkcje, które umożliwiają udostępnienie plików w momencie, gdy użytkownik zdecyduje się na ich upublicznienie
- Zaawansowane funkcje audytu i tworzenia raportów[40]

### Dokumenty Google, Arkusze Google, Prezentacje Google i Formularze Google
Google Workspace obejmuje edytory online do tworzenia dokumentów tekstowych lub plików dokumentów, arkuszy kalkulacyjnych, prezentacji i ankiet. Zestaw narzędzi został wprowadzony na rynek 11 października 2006 r. jako Dokumenty i Arkusze Google.
Dokumenty Google, Arkusze Google, Prezentacje Google i Formularze Google działają w dowolnej przeglądarce internetowej lub na dowolnym urządzeniu mobilnym z dostępem do Internetu. Dokumenty, arkusze kalkulacyjne, prezentacje i ankiety można współdzielić, komentować i wspólnie edytować w czasie rzeczywistym.  Dodatkowe funkcje obejmują nieograniczoną historię wersji, która umożliwia bezpieczne przechowywanie zmian w jednym miejscu i pozwala na dostęp w trybie offline zapewniającym pracę nad dokumentami bez połączenia z Internetem.
25 czerwca 2014 r. Google wprowadził natywne edytowanie dla plików Microsoft Office w Dokumentach Google, Arkuszach Google i Prezentacjach Google. W odpowiedzi na podobne uwagi zamieszczane w innych artykułach, dziennikarz Mashable napisał: „Google wyraźnie pozycjonuje swoje aplikacje jako bardziej ekonomiczne rozwiązanie dla firm, które tylko okazjonalnie muszą edytować pliki pakietu biurowego”.

### Witryny Google
Usługa Witryny Google wprowadzona 28 lutego 2008 r. umożliwia tworzenie i edytowanie stron internetowych nawet osobom, które nie znają języka HTML ani technik projektowania stron internetowych. Dzięki usłudze użytkownicy mają możliwość budowy stron internetowych z szablonów, wysyłania treści takich jak zdjęcia i pliki wideo na stronę i kontrolowania dostępu poprzez wybieranie, kto może wyświetlać i edytować daną stronę.
Witryny Google wprowadzono na rynek jako element płatnego pakietu Google Workspace. Klienci biznesowi wykorzystują Witryny Google do tworzenia stron projektów, intranetu firm i stron publicznych.

### Kalendarz Google
Zaprojektowana do integracji z Gmail usługa internetowego kalendarza Google została uruchomiona dla użytkowników niekomercyjnych 13 kwietnia 2006 r. Wykorzystuje ona standard iCal do pracy z innymi aplikacjami kalendarzy.
Internetowy kalendarz Google jest przeznaczonym dla zespołów zintegrowanym kalendarzem internetowym umożliwiającym współdzielenie.  Firmy mają możliwość tworzenia kalendarzy dla zespołów i udostępniania ich w całej firmie. Kalendarze można przydzielać innej osobie w celu zarządzania konkretnym kalendarzem i wydarzeniami. Użytkownicy mogą również wykorzystywać usługę Kalendarz Google do sprawdzania, czy pomieszczenia konferencyjne lub współdzielone zasoby są wolne i dodawania ich do wydarzeń.
Do użytecznych funkcji Kalendarza Google należą:
- Współdzielenie kalendarzy z członkami zespołu i innymi osobami w celu sprawdzenia dostępności
- Nakładanie kalendarzy członków zespołu na pojedynczy widok, aby określić czas, w którym wszyscy członkowie są dostępni
- Użycie aplikacji mobilnych lub synchronizacja z kalendarzem wbudowanym w urządzeniach mobilnych
- Publikowanie kalendarzy w Internecie i integracja z usługą Witryny Google
- Prosta migracja z Exchange, Outlook lub iCal, a także z plików .ics i .csv
- Rezerwacja współdzielonych pomieszczeń i zasobów[51]

### Spotkania Google
15 maja 2013 r. Google ogłosił wprowadzenie nowego narzędzia do prowadzenia rozmów tekstowych, głosowych i wideo, które zastąpi usługi Google Talk, Google Voice i Google+ Hangouts. Usługa znana pod nazwą Spotkania Google w wersji niekomercyjnej umożliwia maksymalnie 10 osobom, a w wersji dla firm – 15 osobom – udział w rozmowie z ich komputera lub urządzenia mobilnego.  Uczestnicy mogą współdzielić swoje ekrany oraz wyświetlać i pracować wspólnie nad określonymi zadaniami. Usługa Hangouts On Air umożliwia strumieniową transmisję na żywo do Google+, YouTube i stron użytkowników.
Wersja usługi Spotkania Google wbudowana w Google Workspace obsługuje do 15 uczestników, a administratorzy mają możliwość zawężenia działania usługi Spotkania Google tylko do osób z danej domeny, ograniczając dostęp uczestników z zewnątrz.
Usługa Spotkania Google przechowuje wiadomości online w chmurze Google i oferuje opcję wyłączania historii w przypadku chęci nierejestrowania wiadomości. Integracja z Google+ powoduje zapis każdego zdjęcia współdzielonego przez użytkowników w prywatnym, współdzielonym albumie na Google+.
30 lipca 2014 r. Google ogłosił, że wszyscy klienci Google Workspace uzyskają dostęp do usługi Spotkania Google – również osoby nieposiadające profilu Google+. Google nawiązał również współpracę w celu integracji z innymi dostawcami usług wideo rozmów – takimi jak Blue Jeans Network i Intercall.
Google ogłosił też, że usługa Spotkania Google podlega tej samej umowie serwisowej jak inne produkty Google Apps for Work, takie jak Gmail i Dysk Google. Klienci Apps for Work otrzymali również 24-godzinną obsługę telefoniczną przez 7 dni w tygodniu dla usługi Spotkania Google, gwarantowaną dostępność ma poziomie 99,9% oraz certyfikaty ISO27001 i SOC 2 na produkt.
19 grudnia 2014 r. Google za pośrednictwem wpisu na Google+ ogłosił, że przywrócono jedną z najbardziej pożądanych funkcji dla Gmail – usługę Spotkania Google. Administratorzy Apps sprawują kontrolę nad tym, aby wiadomości były widoczne wyłącznie wewnętrznie.

### Google+
Serwis społecznościowy Google, Google+, uruchomiono 28 czerwca 2011 r. w roboczym trybie testowym za zaproszeniami. Obserwatorzy ogłosili ten krok jako najnowszą próbę Google rzucenia wyzwania gigantowi, portalowi Facebook. Mimo że od tego czasu Google+ wyprzedził portal Twitter stając się drugim na świecie pod względem wielkości serwisem społecznościowym po Facebooku, krytykowano go z powodu rozczarowania użytkowników i niegenerowania ruchu zwrotnego z portalu.
2 października 2011 r. Google poinformował, że Google+ zostanie udostępniony osobom, które korzystają z Google Apps na uczelni, w pracy i w domu.
29 sierpnia 2012 r. Google ogłosił, że po otrzymaniu opinii klientów biznesowych, którzy uczestniczyli w programie pilotażowym, dopasował funkcje Google+ dla potrzeb organizacji. Funkcje te obejmują prywatne współdzielenie zasobów w obrębie organizacji i administracyjne elementy kontrolne, które umożliwiają ograniczenie widoczności profili i wpisów.
5 listopada 2013 r. Google wprowadził dodatkową warstwę bezpieczeństwa dla zamkniętych społeczności, do których mogą przystępować wyłącznie osoby z danej organizacji. Administratorzy mają możliwość wyboru domyślnej, zamkniętej społeczności i warunków, w jakich mogą przystępować osoby spoza danej organizacji.
Google+ jako sieć biznesowa zebrała mieszane recenzje – począwszy od tych, które określały usługę jako pomagającą małym firmom w zaistnieniu online, do tych, które określały ją jako wprowadzającą dezorientację w kreowaniu ich marki – stając się ważnym graczem w zakresie społecznej strategii marketingowej dla biznesu. Wiele artykułów publikowanych w Internecie podkreśla, że obecność firmy w Google+ pomaga firmom w poprawie rankingu w wyszukiwarce Google, ponieważ wpisy i współdzielone materiały Google+ są natychmiast indeksowane przez Google.

### Google Apps Vault
Google Apps Vault, usługa archiwizacji i elektronicznego wyszukiwania dokumentów (eDiscovery) dostępna wyłącznie dla klientów Google Apps, została zaprezentowana 28 marca 2012 r. Usługa Vault umożliwia klientom wyszukiwanie i przechowywanie wiadomości e-mail, które mogą być istotne w rozstrzyganiu sporów sądowych. Pomaga również w zarządzaniu danymi biznesowymi do celów zachowania ciągłości, zgodności i przestrzegania przepisów.  Od dnia 25 czerwca 2014 r. klienci usługi Vault mogą również wyszukiwać, wyświetlać i eksportować pliki Dysku Google.
Usługa Google Apps Vault, stanowiąca element pakietu Drive for Work z nieograniczoną przestrzenią dyskową, jest dostępna za opłatą miesięczną w wysokości 10 dolarów.

## Ceny
Potencjalni klienci chcący przetestować pakiet Google Workspace, otrzymują na usługę 14-dniowy okres próbny dla maksymalnie 10 użytkowników. Po zakończeniu okresu próbnego mają możliwość wyboru spośród 3 planów abonamentowych:
- Basic w cenie 4 euro miesięcznie, lub 40 euro przy płatności rocznej. Dla każdego użytkownika tego planu dostępne jest 30GB przestrzeni na dane.
- Business w cenie 8 euro miesięcznie, lub 96 euro przy płatności rocznej. W przypadku organizacji liczących mniej niż pięciu użytkowników, przestrzeń dyskowa w tej opcji jest ograniczana do 1 TB na użytkownika. Po przekroczeniu liczby 5 użytkowników w planie przestrzeń na dane jest nieograniczona
- Enterprise w cenie 23 euro miesięcznie, lub 276 euro przy płatności rocznej
Powyższe plany dotyczą płatności za jednego aktywnego użytkownika. 

## Bezpieczeństwo
Google zapewnił, że nie jest właścicielem danych klientów. Dane są przechowywane w centrach danych Google, a dostęp do nich jest ograniczony do wybranych pracowników i personelu. Nie udostępniają oni danych osobom trzecim, przechowują je wyłącznie przez okres wymagany przez klienta, a migrując klienci zabierają dane z usługi Google Apps.
Google Workspace oferuje bezpieczeństwo wymagane na poziomie przedsiębiorstw, w tym zgodność z SSAE 16 / ISAE 3402 typ II, audytem SOC 2, normą ISO 27001, przestrzeganie zasad bezpieczeństwa prywatności „bezpiecznej przystani” (Harbor Privacy Principles) i może spełniać wymagania branży, takie jak ustawa o przenośności i odpowiedzialności w ubezpieczeniach zdrowotnych (Health Insurance Portability and Accountability Act – HIPAA). Google deklaruje, że narzędzia antyspamowe są zintegrowane z usługą Google Workspace wraz z wbudowaną ochroną antywirusową i sprawdzaniem dokumentów przed umożliwieniem użytkownikom pobrania jakiejkolwiek wiadomości.
Google dopilnowuje, aby wszystkie pliki wysłane na Dysk Google zostały zaszyfrowane, a każda wysyłana lub odbierana wiadomość e-mail była szyfrowana przy wewnętrznym przesyłaniu między centrami danych. W jednym z wpisów na blogu, osoby odpowiedzialne za Google for Work zadeklarowały, że podejmują mocne zobowiązania umowne w celu ochrony informacji klientów i nie wyświetlają reklam ani nie skanują informacji klientów w celach reklamowych.

## Wykorzystanie
Google Apps deklaruje, że ponad 5 milionów firm korzysta z ich narzędzi, bezpłatnie lub w wersji komercyjnej. Według prezesa Google for Work, Amita Singha, 60% firm z listy Fortune 500 korzysta z usług Google for Work. Klienci pochodzą z różnych branż i z całego świata, należą do nich między innymi Uber, AllSaints, BuzzFeed, Design Within Reach, Virgin, PwC i wiele innych. Wielu z klientów korzystających z usługi Apps zostało wymienionych na stronie z listą jej użytkowników.

## Dystrybutorzy i polecający produkty Google
Google dysponuje siecią dystrybutorów, którzy pomagają potencjalnym klientom rozpocząć użytkowanie i korzystać z usług Apps. Katalog partnerów pomaga znaleźć partnerów. 10 marca 2014 r. Google uruchomił program polecania swoich usług, który oferuje każdemu polecającemu 15 dolarów za każdą osobę, która zamówi subskrypcję. Program ten wstępnie obejmował osoby mieszkające w Stanach Zjednoczonych i Kanadzie. Dogłębna analiza programu polecania produktów wskazuje, że osoby polecające mogą sprowadzić nieograniczoną liczbę klientów, ale otrzymują wynagrodzenie jedynie za pierwszych 100 nowych użytkowników danego klienta.
4 grudnia 2014 r. Google wprowadził program dla partnerów pakietu Google for Work and Education, który pomaga partnerom w sprzedaży, serwisowaniu i wprowadzaniu innowacji w pakiecie produktów i platform Google for Work and Education.

## Google Apps Marketplace
Uruchomiony w 2010 roku Google Apps Marketplace jest sklepem internetowym z aplikacjami biznesowymi w chmurze, które rozszerzają funkcjonalność Google Apps. Sklep umożliwia administratorom przeglądanie, zakup i uruchamianie biznesowych aplikacji w chmurze. Są one dostępne dla Google Apps, Google Apps for Work i Google Apps for Education.
Twórcy oprogramowania mogą wykonywać aplikacje w usłudze Google Apps Marketplace, a następnie sprzedawać aplikacje i usługi w sklepie.  6 marca 2014 r. Google poinformował, że klienci Google Apps pobrali ponad 200 milionów instalacji ze sklepu od czasu jego uruchomienia w roku 2010.
17 września 2014 r. Google opublikował wpis na blogu informując, że pracownicy mogą instalować oprogramowanie innych firm ze sklepu bez angażowania administratorów.

## Recenzje w Internecie
Google Apps zebrała wiele pozytywnych recenzji w Internecie ze średnią oceną 4-5 gwiazdek w skali 5-gwiazdkowej.  Recenzje chwalą pakiet Google Apps za jego konkurencyjne ceny, ofertę typu „all inclusive”, łatwą konfigurację i dobrą pracę na różnych urządzeniach.  Niektóre negatywne recenzje wskazują, że za pomocą Google Apps, Prezentacji Google i Dokumentów Google nie można stworzyć dokumentów o wyglądzie równie profesjonalnym, jak te wykonane w programach Powerpoint i Microsoft Word.

## Rozdział poświęcony konkurencji
Głównym konkurentem pakietu Google Apps jest Microsoft Office 365 – oparta na chmurze oferta firmy Microsoft dla biznesu, która obejmuje podobne produkty. Recenzenci internetowi różnią się co do tego, która z ofert jest lepsza. Zważają oni, że Google Apps i Microsoft 365 mają podobne oceny, ale oferują bardzo różne funkcje.
Podstawowe różnice dotyczą planów cenowych, przestrzeni dyskowej i liczby funkcji. Microsoft 365 wykazuje tendencję do większej liczby funkcji niż Google Apps, jednak wiele z nich pozostaje często niewykorzystanych. Google nie ujawnia dochodów ani liczb, utrudniając recenzentom porównanie Google Apps z sukcesem odniesionym przez Microsoft Office.  W październiku 2014 r. Microsoft miał 7 milionów klientów, którzy nabyli produkt Office 365, a ich liczba w ostatnim kwartale wzrosła o 25%.  Microsoft ogłosił również, że oferuje nielimitowaną przestrzeń dyskową klientom, którzy kupią wersję Microsoft Office 365 pracującą w chmurze.
Brak jest w tej chwili nowych ofert konkurujących z pakietem Google Apps, ponieważ koszt konkurowania w zakresie jednego produktu, takiego jak na przykład e-mail, jest zbyt wysoki, a możliwości uzyskania dochodu są niskie.
Wraz z rozszerzeniem oferty o Google Apps z nielimitowaną przestrzenią dyskową i Google Vault, Google Apps zyskało nowych konkurentów – Box, Dropbox i OneDrive.

## Produkty powiązane
Google Apps for Work stanowi element wielu innych produktów Google przeznaczonych do pracy. Należą do nich Platforma Google Cloud, Google Search for Work, Google Maps for Work, Google Chrome for Work.